# Ord (Nebraska)
Ord ist eine Stadt und Sitz der Countyverwaltung (County Seat) des Valley Countys im US-Bundesstaat Nebraska.

## Geografie
Ord liegt am „North Loup River“ und hat Anschluss an den Nebraska State Route 11 und den Nebraska State Route 70.

## Geschichte
1874 wurde die Stadt auf Land errichtet, das zuvor der Burlington & Missouri River Railroad Company gehört hatte. Namensgeber des Ortes war Edward Otho Cresap Ord, zu dessen Ehren die Stadt ihren Namen bekam. Innerhalb eines Jahres wurde Ord zum County Seat des Valley County und die erste Schule und das erste Gerichtsgebäude wurden errichtet. 1880 war die Einwohnerzahl auf über 250 gestiegen. Als offiziell eingetragen gilt die Stadt seit 1881. In diesem und im darauffolgenden Jahr gab es zwei Brände, bei denen einige der neu errichteten Häuser zerstört wurden. Mit dem Ord Quiz bekam die Stadt 1882 ihre erste Zeitung und sechs Jahre später wurde Freiwillige Feuerwehr gegründet. Die Stadt entwickelte sich weiter zu einem wirtschaftlichen Standort. Im Jahr 2007 wurde in Ord ein Ethanolwerk der US BioEnergy Corporation errichtet.

### Demografie
Laut United States Census 2000 hat Ord 2269 Einwohner, davon 1028 Männer und 1241 Frauen.